# L. C. Robinson
L. C. "Good Rockin'" Robinson (15 de mayo de 1915 - 26 de septiembre de 1976) fue un cantante, violinista y guitarrista de blues estadounidense. Es fundamentalmente conocido por sus interpretaciones con steel guitar.

## Biografía
Robinson nació en la localidad de Brenham, Texas. Aprendió a tocar la guitarra a la edad de nueve años y supuestamente fue introducido en el uso de la técnica conocida como "bottleneck style" por el guitarrista Blind Willie Johnson. Posteriormente comenzó a tocar la steel guitar de la mano del músico de Western swing, Leon McAuliffe, y el violín gracias a Sugarcane Harris. Su hermano, el armonicista A. C. Robinson, colaboró con L.C. Robinson en sus inicios en Texas en los años 30 y posteriormente grabaron juntos con una banda de California en los 40.
En 1968, cinco temas interpretados por  Robinson fueron incluidos en el recopilatorio Oakland Blues, su primer álbum de estudio en solitario, compartido con Lafayette Thomas y Dave Alexander, publicado por World Pacific Records. En 1971 publicó Ups and Downs con Arhoolie Records, donde Robinson se hizo acompañar por al banda de Muddy Waters y el Dave Alexander's trio.  Este material fue reeditado posteriormente, junto con una grabación inédita de una emisión de radio con su hermano el reverendo A. C. Robinson, bajo el título de Mojo In My Hand.
Robinson actuó en el Festival de Blues de San Francisco en 1973 y 1974. 
Falleció a consecuencia de un infarto en Berkeley, California en 1976, a los 61 años de edad.

## Discografía
- 1968 Oakland Blues (World Pacific Records)
- 1972 Ups And Downs (Arhoolie Records)
- 1974 House Cleanin' Blues (BluesWay Records)
- 1996 Mojo In My Hand (Arhoolie Records)